# تشارلز أ. فرايبرغ
تشارلز أ. فرايبرغ هو سياسي أمريكي، ولد في 23 مايو 1887، وتوفي في 5 مايو 1941 في بوفالو في الولايات المتحدة. نشط حزبياً في الحزب الجمهوري. وقد انتخب عضو جمعية ولاية نيويورك ‏ وانتخب عضو مجلس ولاية نيويورك ‏.